# Schweiz i Junior Eurovision Song Contest
Schweiz debuterade i Junior Eurovision Song Contest 2004 vilket är den enda gången landet deltagit i tävlingen.
RTSI (Radiotelevisione Svizzera) meddelade att Mara e Meo skulle fungera som Schweiz uttagning. Men ekonomin började kärva, och RTSI hade inte råd att delta de kommande åren.

## Deltagare
| År                     | Artist         | Bidrag      | Placering | Poäng |
| ---------------------- | -------------- | ----------- | --------- | ----- |
| 2004                   | Demis Mirarchi | "Birichino" | 16        | 4     |
| Deltar inte sedan 2005 |                |             |           |       |

### Fotnoter
1. ↑  Philips, Roel (6 september 2004). ”RTSI: 'EBU accepted Swiss Junior entry'”. ESCToday. http://www.esctoday.com/news/read/3103. Läst 8 juni 2009.
2. ↑  Philips, Roel (1 juni 2005). ”No Switzerland at 2005 Junior Eurovision Song Contest”. ESCToday. Arkiverad från originalet den 31 januari 2010. https://web.archive.org/web/20100131022149/http://esctoday.com/news/read/4666. Läst 10 juni 2009.